# Menhir du Pic
Der etwa 5,3 Meter hohe neolithische Menhir du Pic (auch Pierre Sourde – Tauber Stein genannt) ist aus lokalem Sandstein und steht beim Weiler Maurants, in der Nähe von Le Pic, nordöstlich von Javerdat im Département Haute-Vienne in Frankreich.
Der im unteren Bereich horizontal gespaltene, lange am Boden liegende und 1985 wieder aufgerichtete Menhir ist der höchste im Département Haute-Vienne und seit 1987 als Monument historique registriert.